# Love Will Keep Us Together
Love Will Keep Us Together, musikalbum av Neil Sedaka, utgivet 1992 på skivbolaget Polydor. Albumet innehåller en blandning av nytt material (*), gamla låtar i ny version (†) samt några gamla inspelningar från 1970-talet (×). Spår 1, 3, 5, 12 är producerade av Neil Sedaka. Spår 2 är producerat av Neil Sedaka och Jeff Barry. Spår 4, 6 och 7 är producerade av Dan Hartman. Spår 8-11 och 13-19 är producerade av Neil Sedaka och Robert Appere.

## Låtlista
1. Love Will Keep Us Together (†) (ny långsam version) (Neil Sedaka/Howard Greenfield)
2. Rainy Day Bells (*) (Neil Sedaka/Howard Greenfield)
3. My Son & I (*) (Neil Sedaka)
4. Clown Time (*) (Neil Sedaka)
5. When A Love Affair Is Through (*) (Neil Sedaka)
6. My Athena (*) (Neil Sedaka)
7. Desiree (*) (Neil Sedaka/Dara Sedaka)
8. Going Nowhere (×) (Neil Sedaka/Phil Cody)
9. I'm a Song, Sing Me (×) (Neil Sedaka/Howard Greenfield)
10. A Little Lovin' (×) (Neil Sedaka/Phil Cody)
11. Steppin' Out (×) (Neil Sedaka/Phil Cody) (med Elton John)
12. Betty Grable (†) (Neil Sedaka/Howard Greenfield)
13. I Go Ape (†) (Neil Sedaka/Howard Greenfield)
14. Stupid Cupid (†) (Neil Sedaka/Howard Greenfield) (med Dara Sedaka)
15. No. 1 With A Heartache (×) (Neil Sedaka/Howard Greenfield)
16. You Turn Me On (*) (Neil Sedaka)
17. Can't Get You Out Of My Mind (*) (Neil Sedaka)
18. Blinded By Your Love (*) (Neil Sedaka/Phil Cody)
19. No Getting Over You (*) (Neil Sedaka/Phil Cody)

I anslutning till albumet gavs två cd-singlar ut:

## You Turn Me On
1. You Turn Me On
2. Live medley: Oh, Carol/Breaking Up Is Hard To Do/Happy Birthday Sweet Sixteen/Calendar Girl/Standing On The Inside och Our Last Song Together/Laughter In The Rain
3. Stupid Cupid

## Love Will Keep Us Together
1. Love Will Keep Us Together
2. I Go Ape
3. Swept Away (tidigare outgiven)